# شون فلين (لاعب كرة قدم)
شون فلين (بالإنجليزية: Sean Flynn)‏ (13 مارس 1968 في المملكة المتحدة - ) هو لاعب كرة قدم بريطاني في مركز الوسط. لعب مع ديربي كاونتي وستوك سيتي وكوفنتري سيتي ونادي ترانمير روفرز لكرة القدم ووست بروميتش ألبيون ونادي كيدرمينستر هاريرز لكرة القدم وBodmin Town F.C. ‏ وEvesham United F.C. ‏ وFalmouth Town A.F.C. ‏ وRedditch United F.C. ‏ وPenzance A.F.C. ‏.

## وصلات خارجية
- شون فلين على موقع قاعدة بيانات كرة القدم.إي يو (الإنجليزية)
- شون فلين على موقع Soccerbase.com (لاعب) (الإنجليزية)
- شون فلين على موقع عالم كرة القدم.نت (الإنجليزية)